# 筑波大学附属小学校
筑波大学附属小学校（つくばだいがくふぞくしょうがっこう、英: Elementary School, University of Tsukuba）は、東京都文京区大塚に所在する国立小学校。
筑波大学の附属学校である。通称は筑附小。

## 概要
1872年（明治5年）の学制発布を受けて、1873年（明治6年）1月15日、昌平坂学問所（江戸幕府直轄）跡に、東京師範学校の附属小学校として設立された。日本国の制度に基づく、官立私立で初の小学校である。
1学年128名の4クラス編成である。つまり、1クラス32名である。古くから教科担任制をとっており、各教科で教育研究が行われてきたことから、いわゆる「職員室」は存在せず、教科ごとの「○○科準備室」が独立して校内随所に散在する。担任持ち上がり制を採用しており、4人が担任団となり、子供達の成長・発達を長い目で見守る。
一般の学校では学年・クラスを通常「○年○組」と称するが、当校では○部○年と称する。それは、学年の繋がりより、部間の繋がりの方が強いからである。1年から6年までの部ごとに縦割りの活動が存在する。部ごとにカラーがあり、1部～4部はそれぞれ黄、緑、紫、赤となっている。運動帽やリュックサックの紐、縄跳び、バンダナなどの色は、部のカラーとなっている。1部は黄色、2部は緑、3部は紫、4部は赤である。
昭和50年代までは6年間クラス替えが無かったが、それ以降、3年から4年に上がる時の1回のみクラス替えを行うようになり、現在に至る。また、クラス替え前後で同じ部になることはない。担任は担当クラスを持ち上がりになるため、クラス替え前後で担任も同じになることはない。
校内では、教育発表会やテレビや新聞、出版の取材の時は制服で授業を受けるが、普段は登校後、体操着に着替える。他校に比べ薄着で、真冬は長袖のセーターを着用してもよいが、大半は半袖短パンで過ごす。
体育館と土のグラウンドが広大な敷地内にそれぞれ2つずつある。校内では、登校後に制服から体操着に着替え、授業前の「朝の活動」通称「朝活」と呼ばれる時間にクラス単位でドッジボールや縄跳びをしたり、併設されている「占春園」（水戸徳川家2代徳川光圀の弟松平頼元が1659年にこの地に構えた屋敷の名残である日本庭園）を走ったりする。また、占春園は自然観察など理科教育の場としても利用される。
また、3年生以上は週に1回「居残りキックベース」という時間があり、男女関係なくキックベースを楽しむ。
筑波大学附属中学校への進学は、内部連絡入試を経るが、実際は、学校生活に大きな問題がない限り希望者は進学できる状況である。
現在の募集人数は毎年128名（男64・女64）で、毎年の志願者数が募集人数の30倍程に上り、国内最多の志願者が集まる小学校である。このため入学試験では筆記・実技試験の前に、抽選器を用いた一次検定抽選が行われ、約4,500名の応募者のうち男女1,000名ずつ程度が2次検定試験を受けられる。筆記・実技試験の2次検定合格者男女各100名でさらに3次検定の第二次抽選を経て、最終的に男女各64名が最終検定合格者となる。
通学範囲は東京都区部と西東京市、埼玉県和光市である。

## 主な行事
- 大運動会が毎年10月1日付近の土曜日に行われる。文字通りの大運動会で、練習・準備・応援には児童・教師・保護者に大変熱が入り、徹底的に優勝劣敗を競う。そのため、9月には他の授業を振り替えての練習や朝7時半までに登校して朝練、空き時間でのチーム練習がとても盛んである。縄跳びが盛んな学校であり、大運動会の二重跳びの生き残りを争う競技では、20分間程し続ける児童が多くいる。
- 毎年11月には、若桐会 (PTA) が主催する文化祭、「若桐祭」が催される。若桐会で活動する保護者のみならず、保護者全体に各分野で活躍する人材が豊富にいることも奏し、保護者同士が試行錯誤を繰り返し、在校生が楽しめる純粋で本格的な内容となっている。2014年には、桐の手紙を世界各国に発送し、エストニア共和国トーマス・イルヴェス大統領からは感謝状とモミの木が贈呈されている。生徒、学校、保護者の三者が一体となることで相乗効果を生み、価値観を共有している。
- 春と秋には、学校の附属保谷農園（西東京市保谷）にサツマイモの苗差し、ジャガイモ掘り、サツマイモ掘り、梨狩りに行く。また、クラス替え前である3年次、卒業前である6年次の3月には、保谷農園でクラスごとに餅つきが催される。
- 3年生以上は、山梨県の清里高原にある附属清里若桐寮へ、毎年異なる季節に清里合宿に行く。3年次は美し森、4年次は飯盛山、5年次は（小天狗2000m級の山）、6年次では三ッ頭（八ヶ岳）と全校登山する。

毎年全員で登山する山々
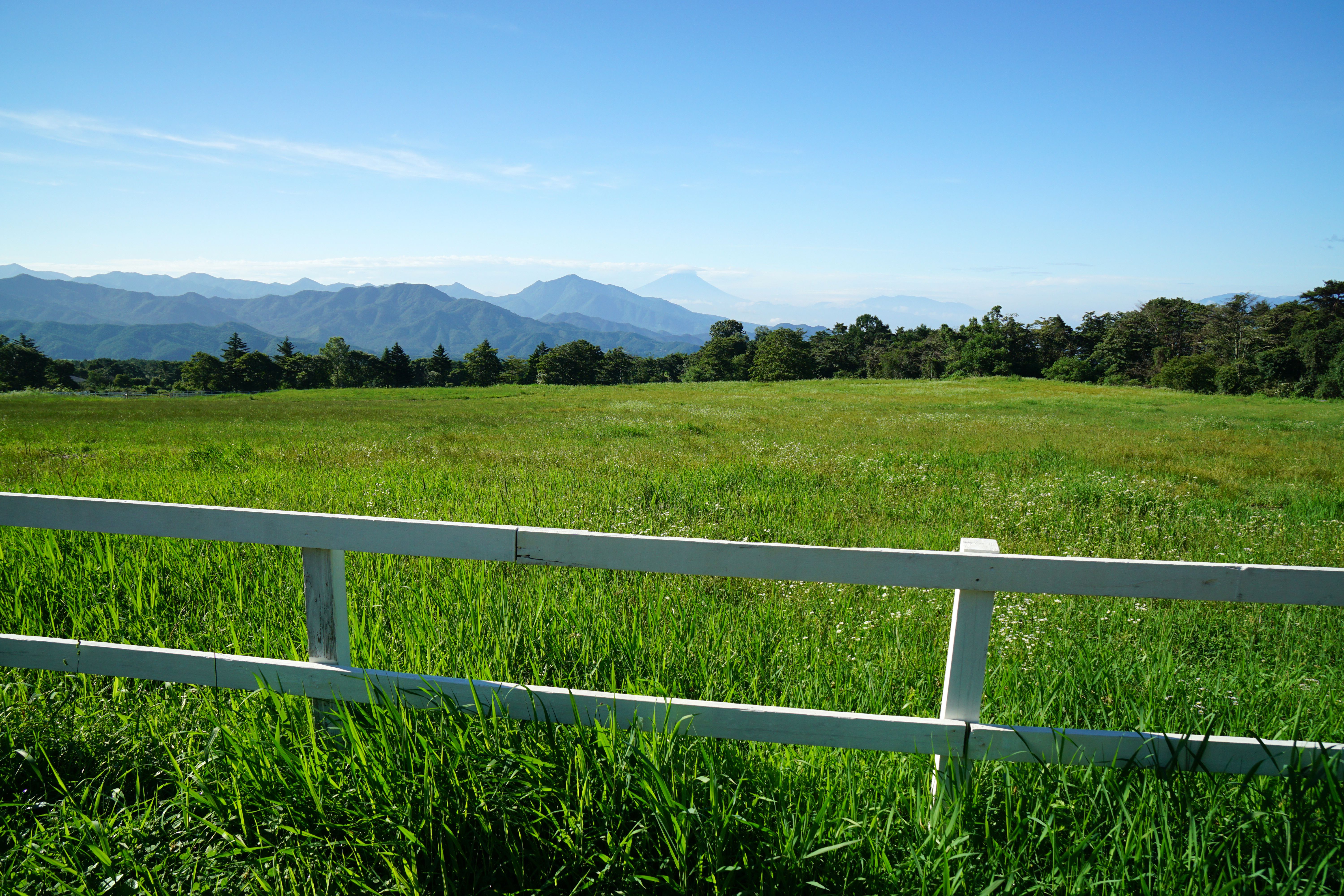
3年生以上は、清里合宿 清里高原 (1470 m)
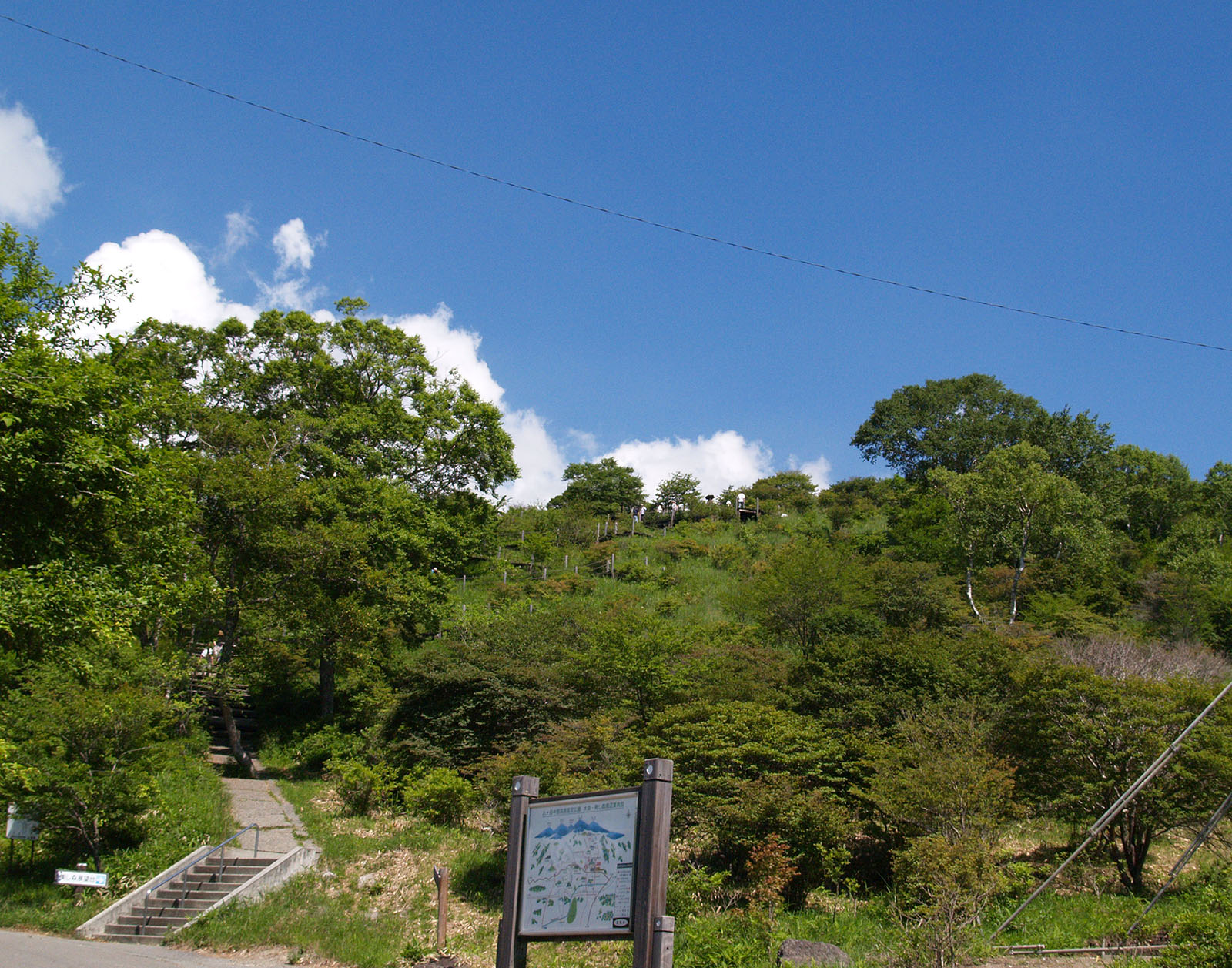
3年次は美し森 (1,542 m)
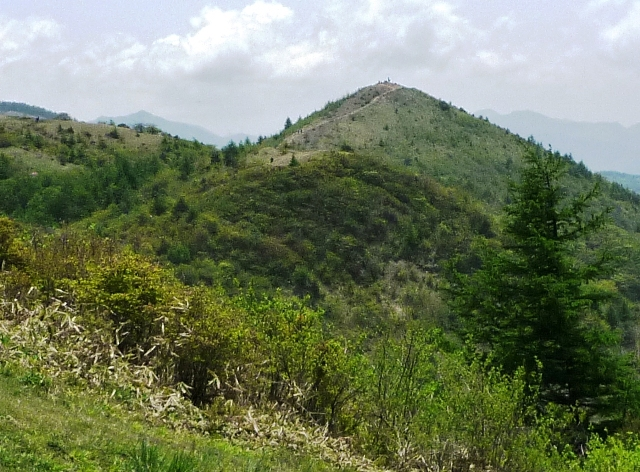
4年次は飯盛山 (1,643 m)
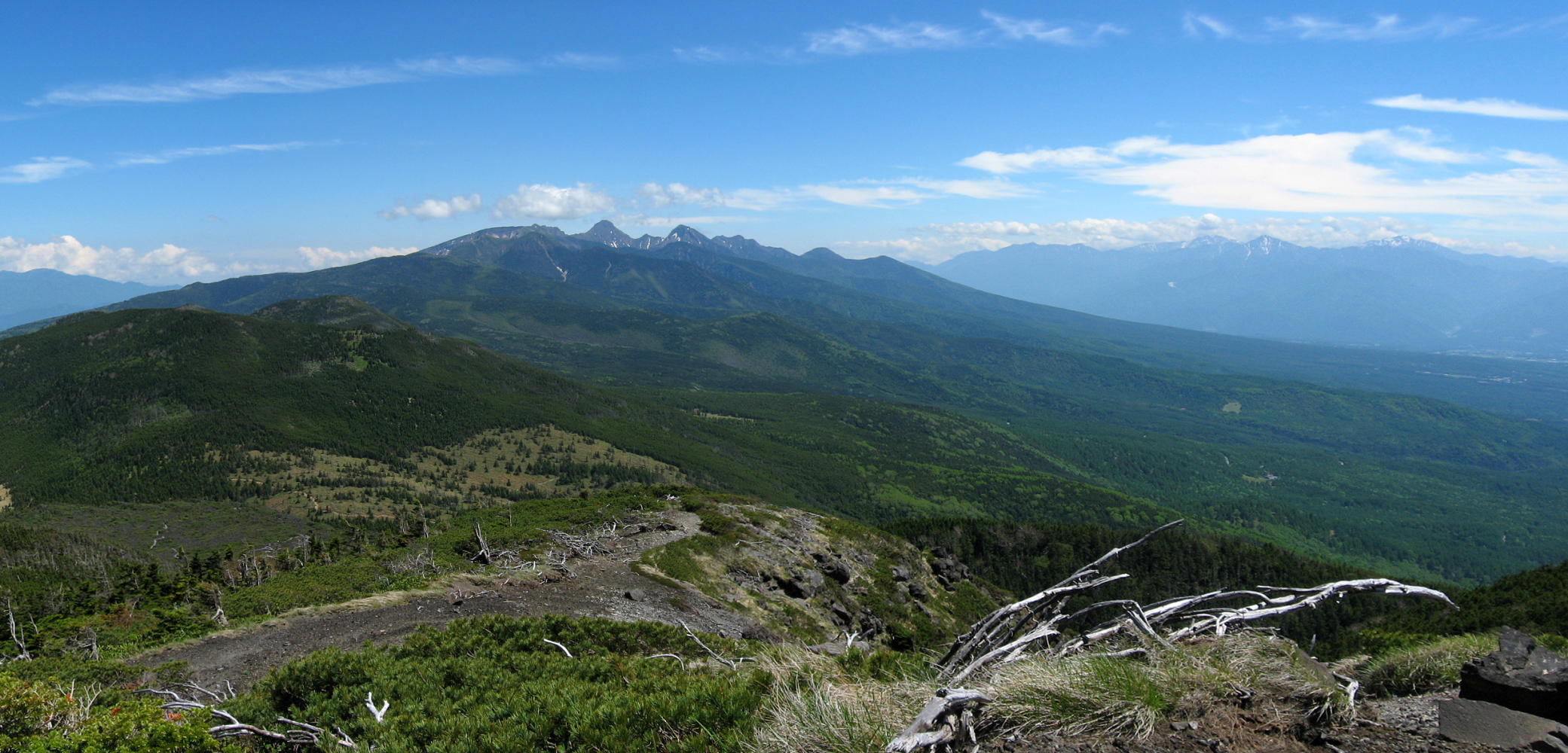
6年次では三ッ頭 (2,580 m)

- 5年次では志賀高原へ「雪の生活」（スキー合宿）へ行く。
- 6年次には、千葉県富浦の附属中学校富浦寮で遠泳を行う。古式泳法の一つである水府流太田派を伝承する附属桐游倶楽部会員の指導の下、全員が1時間前後で2km程を泳ぎ切る。このため、児童全員が1年生からスイミングスクールに通って練習し、中には選手コースで練習する児童もかなり多い。6年次7月の富浦合宿に向けて、毎年夏休みの期間、学校のプールで、1年・6年、2年・5年、3年・4年の各組対象に1週間ずつの「水泳学校」がある。主催は若桐会 (PTA) であり、本校の卒業生である大学生による指導が行われる。

毎年、行われる合宿
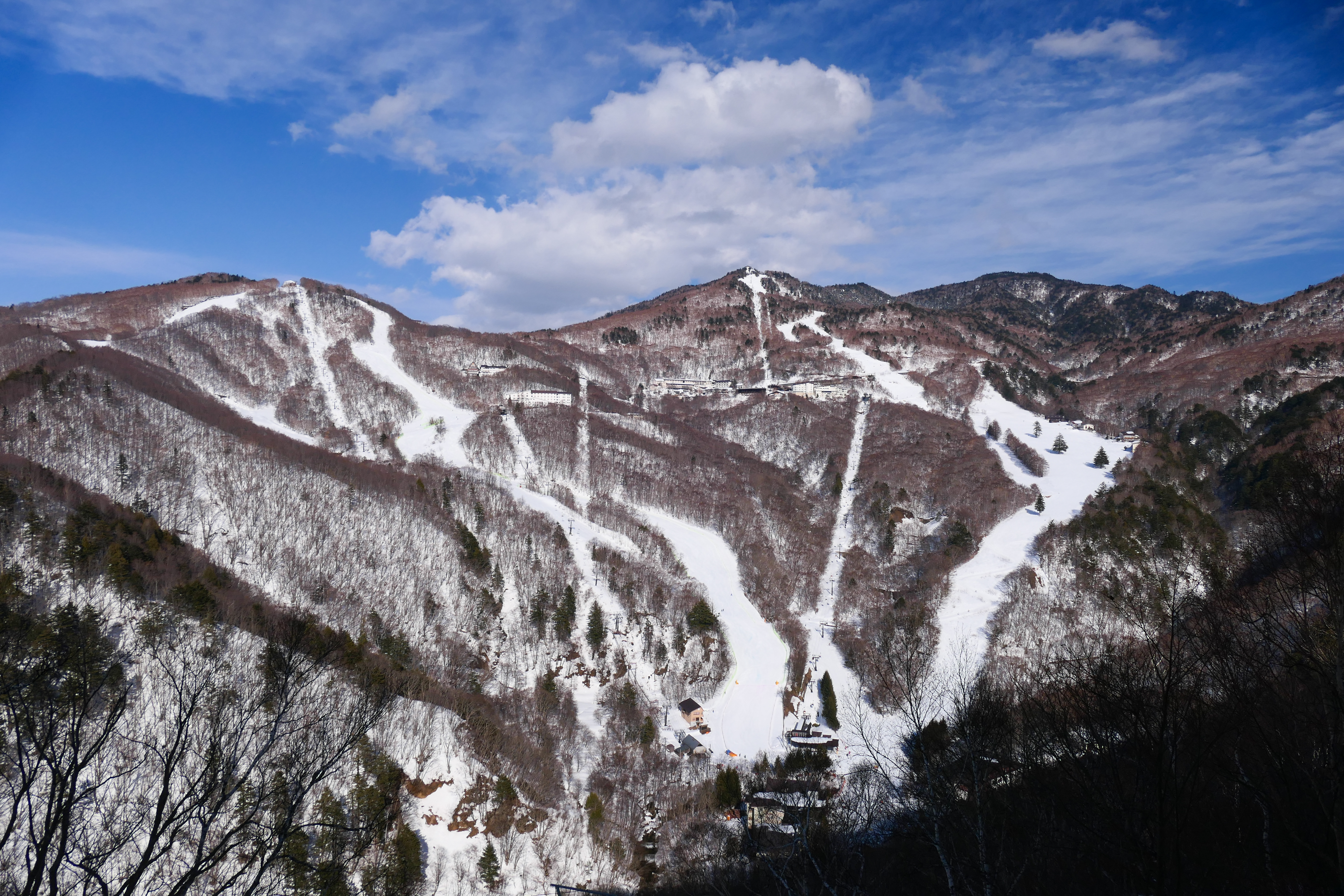
5年次：志賀高原でスキー合宿
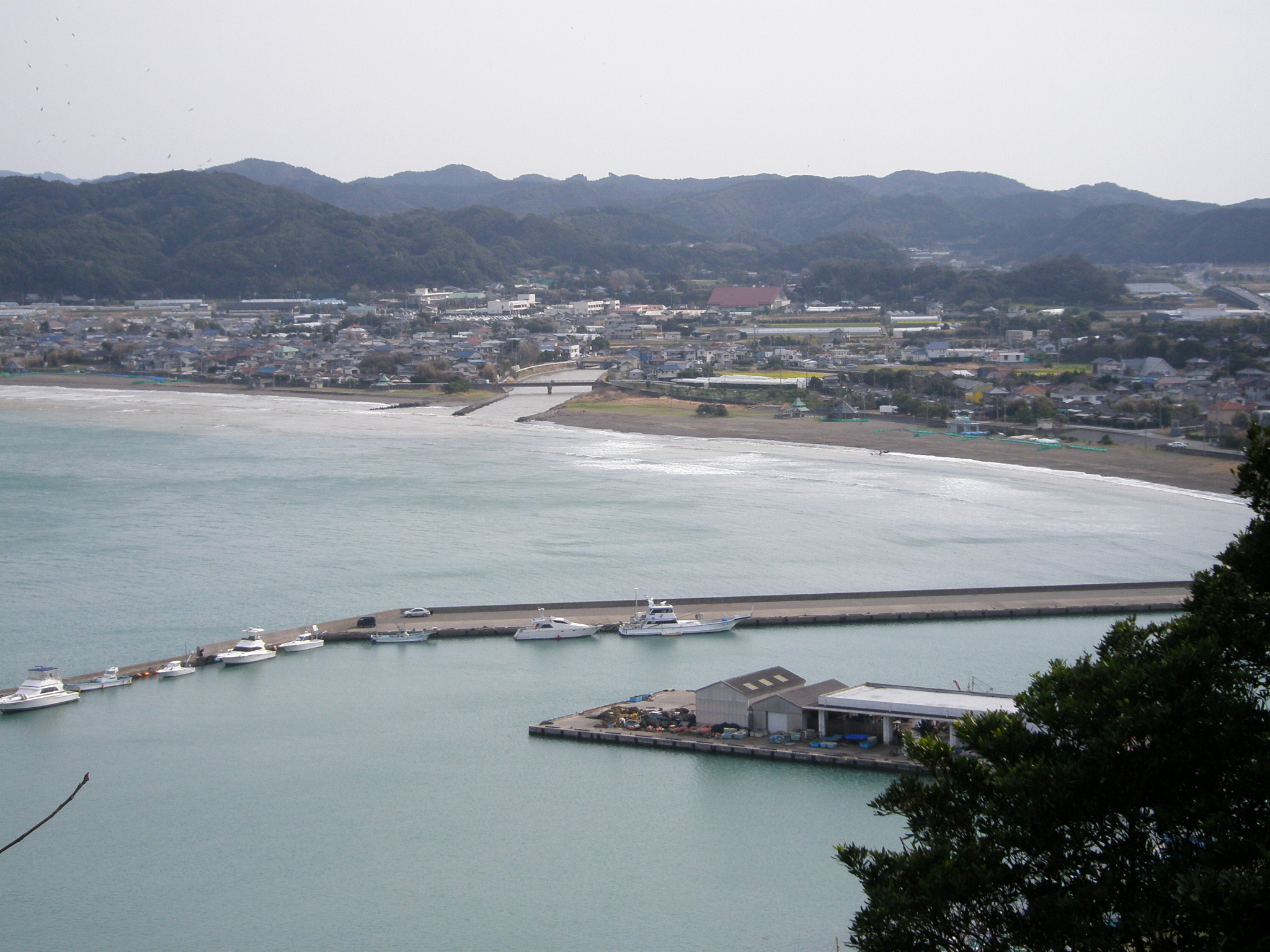
6年次：富浦の海で遠泳合宿

- 当小学校では6年次2月頃に行い、京都・奈良へ行くのが伝統となっている。
- 5年次6年次に、通称「統一テスト」が行われる。これは、内部進学入試の模擬試験であり、全員を対象に国算理社の4教科で実施される。その成績を基に評価が、1～40位はA、41～80位はB　81～120位はC、121～160位はDとなる。

### 特記事項
現在多くの初・中等教育校で実施されている修学旅行は、東京高等師範学校尋常中等科（現：筑波大学附属中学校・高等学校）がその発祥とされている。

## 沿革
- 1872年 - 神田昌平黌跡（現：湯島聖堂）に官立の師範学校を創設。
- 1873年 - 東京市神田区宮本町（現：千代田区外神田2丁目）にて、東京師範学校の附属練習小学校として設立。（本校の創立）
- 1874年 - 明治天皇の行幸を仰ぐ。
- 1885年 - 東京師範学校が東京女子師範学校（現：お茶の水女子大学）を合併。
- 1886年 - 師範学校令の施行により東京高等師範学校を高等師範学校に改称。同年、再び明治天皇の行幸を仰ぐ。
- 1888年 - 附属学校と改称。小学科の他に尋常中学科を設置。制帽および桐花の徽章を制定。
- 1890年 - 東京市神田区一ツ橋通町（現：千代田区一ツ橋2丁目）に移転。
- 1890年 - 高等師範学校から女子部（現：お茶の水女子大学）を分離。
- 1896年 - 尋常中学科を分離。小学科を附属小学校と改称。
- 1902年 - 東京高等師範学校附属小学校と改称。
- 1904年 - 1909年 東京市小石川区大塚窪町の現在地に移転。
- 1911年 - 明治天皇の名代として、東宮の行啓を仰ぐ。
- 1931年 - 昭和天皇の行幸を仰ぐ。
- 1936年 - 2月に新校舎（現：1号館）落成。
- 1941年 - 東京高等師範学校附属国民学校と改称。
- 1945年 - 3-10月に新潟県南魚沼郡中の島村に集団疎開。
- 1949年 - 東京教育大学附属小学校と改称。
- 1958年 - 山梨県北巨摩郡高根町（現：北杜市）清里に若桐寮開設。
- 1973年 - 創立100周年記念式典。卒業生末広恭雄、丹阿弥谷津子講演。100周年大運動会開催。
- 1978年 - 東京教育大学の閉学に伴い筑波大学附属小学校と改称する。
- 2003年 - 創立130周年記念式典。
- 2004年 - 国立大学法人筑波大学に移管。
- 2014年 - エストニア共和国トーマス・イルヴェス大統領から感謝状とモミの木が贈呈。

## 校章・校歌

### 校章
1888年（明治21年）11月に五三の桐の校章が制定された。その桐章は、明治天皇の行幸の際、皇室の御紋章である五七の桐章を校章に用いるようご沙汰を頂いたことによる。しかし五七の桐では不敬にわたることがあってはとの理由で五三の桐となった。

### 校歌
佐佐木信綱作詞、信時潔作曲である。以下は歌詞である。
1番
見よ紫の桐の花　雲居に高く
匂えるを
祖国を愛し　正義を守り
共にぞ学ぶ　我らはここに
2番
見よ光ある桐の影　輝く歴史
幾十世(いくととせ)
理想を胸に　希望を前に
楽しく学ぶ　我らはここに

## 著名な出身者

### 政官界

#### 政界
- 寺内寿一（1892卒） - 元帥陸軍大将、伯爵、陸軍大臣、陸軍教育総監[2]
- 八田嘉明（1892卒） - 元商工大臣、元拓務大臣、元鉄道大臣、元逓信大臣、元帝国石油総裁、元拓殖大学総長
- 鳩山一郎（1895卒） - 元内閣総理大臣（第52・53・54代）
- 井上和雄（1965卒） - 元衆議院議員、民主党国際局副局長
- 石黒忠篤（1896卒） - 元農林大臣、「農政の神様」、日本国憲法の勤労の義務条項を提案
- 鳩山秀夫（1896卒） - 元衆議院議員、鳩山一郎の弟
- 徳川圀順（1899卒） - 貴族院議長
- 鷹司信輔（1901卒） - 公爵、貴族院議員、明治神宮宮司、鳥類学者
- 亀井貫一郎（1905卒） - 元衆議院議員、大政翼賛会総務兼企画局東亜部長
- 浜尾四郎（1909卒） - 貴族院議長、検察官、弁護士、小説家
- 徳川宗敬（1910卒） - 貴族院副議長
- 美濃部亮吉（1916卒） - 元東京都知事、元参議院議員
- 鈴木淑夫（1944卒） - 元衆議院議員、エコノミスト（元日本銀行金融研究所所長）
- 中村靖（1944卒） - 元衆議院議員
- 保利耕輔（1947卒） - 衆議院議員
- 渡辺裕泰（1958卒） - 元国税庁長官
- 塚原俊平（1959卒） - 労働大臣、通商産業大臣
- 宮澤洋一（1962卒）- 衆議院議員
- 藤巻健史（1963卒）- 参議院議員、元モルガン銀行（現：JPモルガン・チェース）東京支店長、為替の個人トレーダー
- 村上誠一郎（1965卒） - 元規制改革・産業再生機構担当大臣
- 鳩山威一郎 - 元大蔵事務次官、参議院議員、外務大臣
- 宮澤喜一 - 第78代内閣総理大臣
- 福田康夫 - 衆議院議員、第91代内閣総理大臣（中退。のち東京学芸大学附属世田谷小学校卒業）
- 永井道雄 - 教育社会学者、文部大臣

#### 官界
- 宮脇磊介 - 元皇宮警察本部長、内閣広報官
- 武井守成（1903卒） - 宮内省楽部長、式部官長、男爵
- 渋沢敬三（1909卒） - 元日本銀行総裁、大蔵大臣（渋沢栄一の長男の長男）
- 下田武三（1920卒） - 元外務次官、駐米大使、最高裁判事、プロ野球コミッショナー
- 渡辺泰造（1946卒） - 元駐インドネシア大使、愛知博日本政府代表
- 高橋文明（1961卒） - 元スペイン駐箚特命全権大使、元科学技術振興機構審議役

### 法曹界
- 鬼丸かおる（1961卒） - 最高裁判所判事

### 経済界
- 戸田順之助 - 戸田建設会長
- 野口遵 - 日窒コンツェルン創立者
- 岩崎小弥太（1891卒） - 三菱財閥第4代総帥、成蹊学園創立
- 岩崎俊弥（1891卒） - 旭硝子創業、社長
- 田辺淳吉（1892卒） - 建築家、清水満之助店（現：清水建設）技師長
- 岩崎輝弥（1899卒） - 子安農園主
- 渋沢秀雄（1905卒） - 実業家、随筆家、東京宝塚劇場会長、東宝会長（渋沢栄一の四男）
- 岩崎彦弥太（1908卒） - 元三菱合資副社長
- 諸井貫一（1908卒） - 秩父セメント（現：太平洋セメント）社長、埼玉銀行会長
- 岩崎隆弥（1909卒） - 元三菱製紙会長、三菱ガス化学社長、小岩井農牧（現：小岩井農場）会長
- 小池龍二（1911卒） - 大日本帝国陸軍少将、実業家
- 正田英三郎（1916卒） - 日清製粉社長（上皇后美智子の父）
- 嶋中鵬二（1935卒） - 中央公論社第2代社長
- 諸橋晋六（1935卒） - 三菱商事相談役
- 石川六郎（1938卒） - 鹿島建設取締役名誉会長
- 吉田庄一郎（1945卒） - ニコン相談役
- 岡松壯三郎（1949卒） - 元アラビア石油副社長、元通産審議官
- 畔柳信雄（1954卒） - 三菱東京UFJ銀行頭取
- 設楽洋（1964卒） - ビームス社長
- 鶴谷武親（1978卒） - ポリゴンマジック社長・ジープラ社長
- 戸賀崎智信（1986卒） - AKB48劇場支配人

### 学術界・教育界

#### 学術界
- 鶴見俊輔 - 哲学者
- 由良君美 - イギリス文学者
- 八杉貞利（1887年） - ロシア語学者
- 波多野精一（1888卒） - 宗教哲学者
- 田中薫（1911卒） - 地理学者、子爵
- 本多謙三（1911卒） - 哲学者
- 吉野源三郎（1912卒） - 児童文学者、評論家、「君たちはどう生きるか」著者、「世界」初代編集長
- 末広恭雄（1913卒） - 水産学者、元京急油壺マリンパーク館長、随筆家、作曲家
- 中島健蔵（1915卒） - フランス文学者、評論家
- 市原豊太（1915卒） - フランス文学者
- 坪井忠二（1915卒） - 地球物理学者
- 菊池正士（1915卒） - 物理学者
- 芳賀檀（1916卒） - ドイツ文学者
- 岸本英夫（1916卒） - 宗教学者
- 田口時夫（1943卒） - 数理統計学者
- 勝田有恒（1944卒） - 法学者
- 高階秀爾（1944卒） - 美術史学者
- 石井進（1944卒） - 日本史学者

#### 教育界
- 澤柳政太郎 - 教育官僚、教育者、成城学園創立
- 麻生誠 - 教育社会学者、大阪大学・放送大学名誉教授、放送大学副学長
- 芳賀徹 - 比較文学者、東京大学名誉教授
- 本間長世 - 東京大学名誉教授、成城学園学園長
- 徳永康元 - ハンガリー文学者、東京外国語大学名誉教授
- 松本烝治（1888卒） - 商法学者、元東京帝国大学教授、内閣法制局長官、貴族院議員、商工大臣、憲法草案（松本試案）を作成
- 中村春二（1890卒） - 教育者、成蹊学園創立
- 小林愛雄（1892卒） - 作詞家、翻訳家、元早稲田実業学校校長、日本のオペラ普及に尽力
- 徳川好敏（1897卒） - 陸軍中将、男爵、陸軍航空士官学校校長、日本の航空史上初めて飛行機で日本の空を飛んだ人物
- 徳川武定（1902卒） - 陸軍中将、東京帝国大学教授
- 龍粛（1902卒） - 歴史学者、元東京大学史料編纂所長
- 島田孝一（1906卒） - 元早稲田大学総長
- 鈴木信太郎（1908卒） - フランス文学者、東京大学名誉教授、元日本芸術院会員
- 槇山次郎（1909卒） - 古生物学者、地質学者、日本地質学会元会長、京都大学名誉教授、ナウマンゾウを命名
- 坪井忠二（1915卒） - 地球物理学者石弘光（1950卒） - 元一橋大学学長、放送大学学長
- 坪井忠二（1915卒） - 地球物理学者石川馨（1928卒） - 武蔵工業大学（現：東京都市大学）学長、東京大学名誉教授
- 坪井忠二（1915卒） - 地球物理学者井上柳梧（1893卒） - 蚕糸学者、元上田蚕糸専門学校校長、長野県短期大学初代学長、元長野県上田市長
- 坪井忠二（1915卒） - 地球物理学者宇野精一（1923卒） - 儒学者、国語学者、元斯文会理事長、東京大学名誉教授、尚絅大学名誉学長
- 澤柳大五郎（1924卒） - 西洋美術学者、元東京教育大学教授、元早稲田大学教授
- 村山雅美（1930卒） - 元南極地域観測隊隊長、国立極地研究所名誉教授、日本人として初めて南極点に到達
- 山崎升（1933卒） - 化学者（高分子工学）、元日本ゴム協会会長、東京工業大学名誉教授
- 森亘（1938卒） - 元東京大学総長・医学部長、第5代日本医学会会長
- 嘉治元郎（1938卒） - 経済学者、元東京大学教養学部長、元放送大学副学長
- 大野公男（1939卒） - 化学者、元北海道情報大学学長、北海道大学名誉教授
- 竹田晃（1943卒） - 中国文学者、東京大学名誉教授、夏の甲子園大会に出場し、初めてチームとして グラウンドの土を持ち帰る
- 坂口昂吉（1944卒） - 西洋史学者、慶應義塾大学名誉教授
- 佐藤方哉（1945卒） - 心理学者、慶應義塾大学名誉教授（佐藤春夫の長男）
- 徳山明（1945卒） - 地質学者、元富士常葉大学学長、静岡大学および兵庫教育大学名誉教授
- 大久保治男（1947卒） - 法学者、武蔵野学院大学副学長、駒澤大学名誉教授
- 高橋伸夫（1952卒） - 地理学者、筑波大学名誉教授
- 星出豊（1954卒） - 指揮者、昭和音楽大学教授
- 安田浩（1957卒） - 計算機科学者、東京電機大学教授、東京大学名誉教授
- 班目春樹（1960卒） - 原子力工学者、東京大学大学院教授、内閣府原子力安全委員会委員長
- 草原真知子（1960卒） - メディアアート学者、キュレーター、早稲田大学教授
- 難波成任（1964卒） - 植物病理学者、東京大学大学院農学生命科学研究科教授、紫綬褒章受章
- 松本茂（1968卒） - 英語教育学者、立教大学教授
- 小田部胤久（1971卒） - 美学者、東京大学教授、フィリップ・フランツ・フォン・ジーボルト賞受賞
- 熊谷亮丸（1978卒） - 経済学者、大和総研チーフエコノミスト、大阪経済大学客員教授

### スポーツ界

#### 柔道
- 嘉納行光（1945卒） - 講道館名誉館長、全日本柔道連盟会長、講道館柔道創始者嘉納治五郎（元東京高等師範学校校長）の孫

#### サッカー
- 今村次吉（1891卒） - 大日本蹴球協会（現：日本サッカー協会）初代会長*
- 新田純興（1910卒） - 大日本蹴球協会（現：日本サッカー協会）創設、元JFA常務理事、1964年東京オリンピック準備委員長
- 春山泰雄（1919卒） - 元サッカー日本代表選手、元日刊スポーツ編集局長
- 島田秀夫（1928卒） - 元日本サッカー協会会長、日本サッカー協会最高顧問
- 村岡博人（1944卒） - 元サッカー日本代表選手、共同通信社の元運動部記者

#### 体操
- 美濃部ゆう（2002卒） - 北京オリンピック女子体操選手

#### その他
- 津田真男 - 幻のモスクワオリンピック・シングルスカル日本代表
- 中野武二（1897卒） - 野球選手、旧制一高の名二塁手、野球殿堂入り

### 文化界
- 芥川也寸志（1938卒） - 作曲家、指揮者
- 飯沢匡（1922卒） - 劇作家、演出家、小説家
- 金森久雄（1937卒） - 経済評論家
- 木子七郎（1896卒） - 建築家、愛媛県庁舎等を設計
- 幸田露伴 - 小説家
- 児玉進（1939卒） - 映画監督
- 藤田嗣治（1900卒）- 画家
- 高畠達四郎（1908卒） - 画家、独立美術協会創立会員
- 田波靖男（1946卒） - 脚本家、作家、プロデューサー
- 外山雄三（1944卒） - NHK交響楽団正指揮者
- 中井英夫（1935卒） - 作家
- 諸井三郎 - 作曲家
- 長谷川伝次郎（1906卒） - 写真家
- 堀内敬三（1910卒） - 作曲家、作詞家、訳詞家、音楽評論家、音楽之友社社長
- 山根銀二（1918卒） - 音楽評論家、ベートーヴェン研究家
- 山本夏彦 - 随筆家、編集者
- 山田真巳（1950卒） - 日本画家
- 佐野一彦（1965卒） - イラストレーター、映画「スター・ウォーズ ジェタイの復讐」の公式ポスターを作製

### 芸能界
- 中村彰（1929卒） - 俳優、「学士俳優」第一号、中村春二の五男
- 芥川比呂志（1932卒） - 俳優
- 丹阿弥谷津子（1937卒） - 女優
- はねだえりか（1985卒） - タレント
- 團遥香（2006卒） - 女優、タレント
- 伊瀬知悠（2007卒）- 俳優

### 古典芸能界
- 野村四郎 - 能楽師
- 野村万之介（1952卒） - 狂言師
- 野村萬斎（二世）（1979卒） - 狂言師

### マスコミ界
- 中江陽三（1945卒） - NHKアナウンサー
- 石弘之（1953卒） - 環境ジャーナリスト
- 石川欣一（1906卒） - ジャーナリスト、元毎日新聞社出版局長
- 高木徹（1978卒） - NHK報道ディレクター
- 皆川玲奈（2004卒） - TBSアナウンサー、元Seventeen専属モデル

### その他
- 永持源次（1896卒） - 大日本帝国陸軍中将、元日本製鐵常務、元全国軍人恩給連合会長
- 伊賀氏広（1899卒） - 日本の飛行機製作の先駆者
- 青木喬（1911卒） - 大日本帝国陸軍少将
- 落合畯（1952卒） - 元海上自衛隊海将補（ペルシャ湾派遣掃海部隊を指揮）、沖縄戦で海軍陸戦隊を率いた大田実中将の三男

## アクセス
- 東京メトロ丸ノ内線茗荷谷駅 徒歩8分

## 関連校
- 東京高等師範学校
- 東京教育大学
- 筑波大学
  - 筑波大学附属中学校・高等学校
  - 筑波大学附属駒場中学校・高等学校
  - 筑波大学附属坂戸高等学校
  - 筑波大学附属視覚特別支援学校（視覚障害）
  - 筑波大学附属聴覚特別支援学校（聴覚障害）
  - 筑波大学附属大塚特別支援学校（知的障害）
  - 筑波大学附属桐が丘特別支援学校（肢体不自由）
  - 筑波大学附属久里浜特別支援学校（自閉症）

## その他

### いじめ問題
2023年度に同校において実施されたアンケートで、当時6年生の男子児童が、2度に亘っていじめ被害を訴える回答をしていたにもかからず、担任教諭が学校や両親に報告していなかったことが、2025年3月に発覚した。この児童は、4年生の頃から悪口や暴言などを受けるようになり、最終的に不登校状態となり、附属中学校への進学を断念した。学校側は謝罪しているというが、児童の母親は学校の対応に怒りを露わにしている。